# Anders Nordvall
Anders Nordvall, född 22 april 1752 i Sunds socken, Östergötlands län, död 25 mars 1837 i Västra Ny socken, Östergötlands län, var en svensk präst.

## Biografi
Anders Nordvall föddes 1752 på Bestorp i Sunds socken. Han var son till kronolänsmannen Otto Nordwall och Elisabeth Brostrand i Ydre härad. Nordvall blev höstterminen 1771 student vid Uppsala universitet och 1777 filosofie kandidat. Han blev 10 juni 1779 magister. Nordvall blev 11 juli 1781 apologist i Linköping och 11 januari 1786 konrektor där. Han prästvigdes och tog pastoralexamen 14 april 1788. Den 21 augusti 1788 blev han kyrkoherde i Västra Ny församling, Västra Ny pastorat, med tillträde 1790. Han blev 15 oktober 1794 prost och var från 3 september 1800 till 6 september 1836 kontraktsprost i Aska kontrakt. Nordvall blev 1830 jubelmagister. Han avled 25 mars 1837 i Västra Ny socken.
Nordvall var 1797 opponent vid prästmötet.

### Familj
Nordvall gifte sig första gången 11 juli 1786 med Ulrica Catharina Hammarstrand (1764–1787). Hon var dotter till en vagnmakare i Linköping. De fick tillsammans sonen Israel Nordwall (1787–1857).
Nordvall gifte sig andra gången 1788 med Beata Margareta Åkerman (1766–1801). Hon var dotter till kvartermästaren Isak Åkerman och Barbro Landorff på Redinge i Grebo socken. De fick tillsammans barnen Ulrica Lovisa, Matthias (1790–1791), Nils Fredric (1792–1835), Eva Elisabeth (1794–1857),  Catharina Charlotta (1795–1853) och Gustava.
Nordvall gifte sig tredje gången 1801 med Sara Catharina Boræus (1758–1834). Hon var dotter till kyrkoherden i Sunds socken.